# Stenoleptura nigromarginata
Stenoleptura nigromarginata är en skalbaggsart som beskrevs av Hayashi 1979. Stenoleptura nigromarginata ingår i släktet Stenoleptura och familjen långhorningar. Inga underarter finns listade i Catalogue of Life.